# Stilobezzia inermipes
Stilobezzia inermipes är en tvåvingeart som beskrevs av Jean-Jacques Kieffer 1912. Stilobezzia inermipes ingår i släktet Stilobezzia och familjen svidknott. Inga underarter finns listade i Catalogue of Life.